# Сан-Хуан-Какауатепек
Сан-Хуан-Какауатепек (ісп. San Juan Cacahuatepec) — місто в мексиканському штаті Оахака. Входить до складу району Хамілтепек (Узбережжя Оахаки). Назва Какауатепек перекладається з мови науатль як «там, де гори какао».

## Географія
Сан-Хуан-Какауатепек розташований у Південній Мексиці на заході Оахаки, неподалік від кордону зі штатом Герреро.

### Клімат
Місто знаходиться у зоні, котра характеризується кліматом тропічних саван. Найтепліший місяць — квітень із середньою температурою 28.2 °C (82.8 °F). Найхолодніший місяць — вересень, із середньою температурою 25.9 °С (78.6 °F).
| Клімат Сан-Хуана-Какауатепека | Клімат Сан-Хуана-Какауатепека | Клімат Сан-Хуана-Какауатепека | Клімат Сан-Хуана-Какауатепека | Клімат Сан-Хуана-Какауатепека | Клімат Сан-Хуана-Какауатепека | Клімат Сан-Хуана-Какауатепека | Клімат Сан-Хуана-Какауатепека | Клімат Сан-Хуана-Какауатепека | Клімат Сан-Хуана-Какауатепека | Клімат Сан-Хуана-Какауатепека | Клімат Сан-Хуана-Какауатепека | Клімат Сан-Хуана-Какауатепека | Клімат Сан-Хуана-Какауатепека |
| Показник                      | Січ.                          | Лют.                          | Бер.                          | Квіт.                         | Трав.                         | Черв.                         | Лип.                          | Серп.                         | Вер.                          | Жовт.                         | Лист.                         | Груд.                         | Рік                           |
| Абсолютний максимум, °C       | 41,5                          | 43                            | 42,5                          | 42,5                          | 41,5                          | 42                            | 39,5                          | 38                            | 38                            | 40,5                          | 40,5                          | 42,5                          | 43                            |
| Середній максимум, °C         | 34,5                          | 35                            | 35,9                          | 36,8                          | 36                            | 33,3                          | 33                            | 33                            | 32,4                          | 33,2                          | 34,1                          | 34,3                          | 34,3                          |
| Середня температура, °C       | 26,2                          | 26,5                          | 27,3                          | 28,2                          | 28,1                          | 26,6                          | 26,3                          | 26,2                          | 25,9                          | 26,3                          | 26,6                          | 26,4                          | 26,7                          |
| Середній мінімум, °C          | 18                            | 18                            | 18,7                          | 19,6                          | 20,1                          | 19,9                          | 19,6                          | 19,5                          | 19,4                          | 19,4                          | 19,1                          | 18,4                          | 19,1                          |
| Абсолютний мінімум, °C        | 12                            | 11                            | 11                            | 13                            | 15                            | 13,5                          | 10                            | 11                            | 15                            | 12                            | 13                            | 11,6                          | 10                            |
| Норма опадів, мм              | 8                             | 4                             | 2                             | 5                             | 79                            | 432                           | 360                           | 423                           | 479                           | 266                           | 21                            | 16                            | 2096                          |
| Днів з дощем                  | 0,6                           | 0,6                           | 0,2                           | 0,5                           | 4,2                           | 17,2                          | 17,1                          | 18                            | 18,5                          | 10,5                          | 1,3                           | 0,7                           | 89,4                          |
| ----------------------------- | ----------------------------- | ----------------------------- | ----------------------------- | ----------------------------- | ----------------------------- | ----------------------------- | ----------------------------- | ----------------------------- | ----------------------------- | ----------------------------- | ----------------------------- | ----------------------------- | ----------------------------- |
| Джерело: Weatherbase          |                               |                               |                               |                               |                               |                               |                               |                               |                               |                               |                               |                               |                               |